# Ceaplînka, Iuriivka
Ceaplînka (în ucraineană Чаплинка) este localitatea de reședință a comunei Ceaplînka din raionul Iuriivka, regiunea Dnipropetrovsk, Ucraina.

## Demografie
Componența lingvistică a localității Ceaplînka
     Ucraineană (90,44%)
     Rusă (7,97%)
     Alte limbi (0,98%)
Conform recensământului din 2001, majoritatea populației localității Ceaplînka era vorbitoare de ucraineană (90,44%), existând în minoritate și vorbitori de rusă (7,97%).